# Pepe Collins
José Luis Collins Jones, más conocido como Pepe Collins, (Fernando Poo, Guinea Española, España, 12 de febrero de 1962) es un exjugador de baloncesto español. Con 1.92 de estatura, su puesto natural en la cancha era el de alero. 

## Biografía
Nació durante la época colonial española y luego emigró a España, estudiando en el Colegio La Salle Bonanova de la ciudad catalana de Barcelona. El equipo donde mayor huella dejó fue el Real Club Deportivo Español, sección de baloncesto del equipo barcelonés que desapareció a finales de los 80.

## Trayectoria
- 1980-81: La Salle Bonanova Barcelona (1ª B)
- 1981-82: La Salle Bonanova Barcelona (ACB)
- 1982-83: La Salle Bonanova Barcelona (1ª B)
- 1983-84: Español (1ª B)
- 1984-85: Español (ACB)
- 1985-86: Español Juver (ACB)
- 1986-87: GIN MG-Sarria (ACB)
- 1987-88: IFA Español (ACB)
- 1988-89: TDK Manresa (ACB)
- 1989-90: Obradoiro Santiago (1ª División)
- 1990-91: Caja Badajoz (1ª División)
- 1991-92: Caja Badajoz (1ª División)
- 1992-93: C.B. Montcada (2ª División)
- 1993-94: C.B. Montcada (2ª División)
- Retirado al finalizar la temporada 1993-94 crea y dirige la Escuela de Baloncesto de Montcada, actual cantera del club.
- Desde el año 1994 organiza y dirige el Campus Escobasket (Menorca).
- Desde el año 1998 organiza y dirige la Escuela de Escobasket del Garraf (Barcelona).
- Colaborador del Ministerio de Educación y Deportes de Guinea Ecuatorial.
- Director técnico de la organización interna del Campeonato Final de la Liga de Campeones Basket de África 2012, Guinea Ecuatorial.
- Director Técnico de la Federación de Basket de Guinea Ecuatorial (2009-2017)
- Presidente de la Asociación Sport Valor África.